# Daniel O'Neill (pintor)
Daniel (Dan) O'Neill (Belfast, 1920 - 9 de março de 1974) foi um pintor romântico irlandês. Filho de um eletricista, e ele próprio um eletricista de profissão, era um autodidata, embora brevemente atendidos Belfast College of Art classes vida, antes de trabalhar e estudar com colegas artista Belfast Sidney Smith. Ele rapidamente desenvolveu um técnica expressionista, romantismo e forte, com imagens, muitas vezes cheios de pathos, evocando os temas de amor, vida e morte.